# Ethel Remey

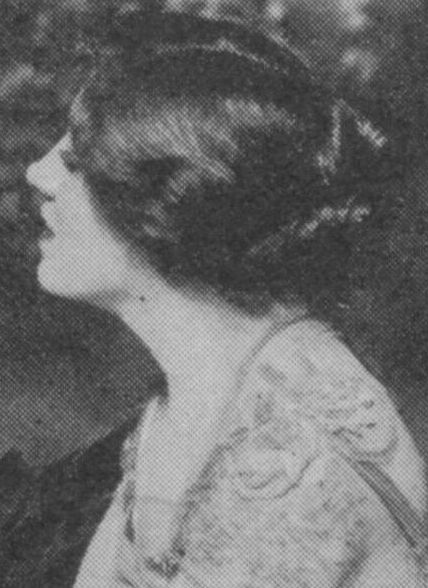
Ethel Remey (circa 1917)

Ethel Remey (* 22. Januar 1895; † 28. Februar 1979) war eine US-amerikanische Bühnen- und Fernsehdarstellerin.

## Leben
Remeys Laufbahn begann am Theater: Von 1922 bis 1947 trat sie am Broadway in Stücken wie Rose Briar (1922), Claire Boothes Erfolgskomödie The Women (1936–1938), Sing Out the News (1938/39) und Chicken Every Sunday (1944/45) auf.
Von 1949 bis 1956 arbeitete Remey häufig beim Fernsehen, wo sie als Nebendarstellerin in Serien wie Studio One, Kraft Television Theatre, The Philco Television Playhouse, The Guiding Light und True Story auftrat. Die meiste Beachtung erhielt in der Fernsehserie Jung und Leidenschaftlich – Wie das Leben so spielt, einer Seifenoper, die CBS von 1956 bis 2010 produziert. Von 1963 bis 1977 spielte Remey darin die Rolle von Alma Miller, der Mutter von Lisa Miller (Eileen Fulton).